# Chilothorax logunovi
Chilothorax logunovi är en skalbaggsart som beskrevs av Zinchenko 2003. Chilothorax logunovi ingår i släktet Chilothorax och familjen Aphodiidae. Inga underarter finns listade i Catalogue of Life.